# Prom gąsienicowy GSP

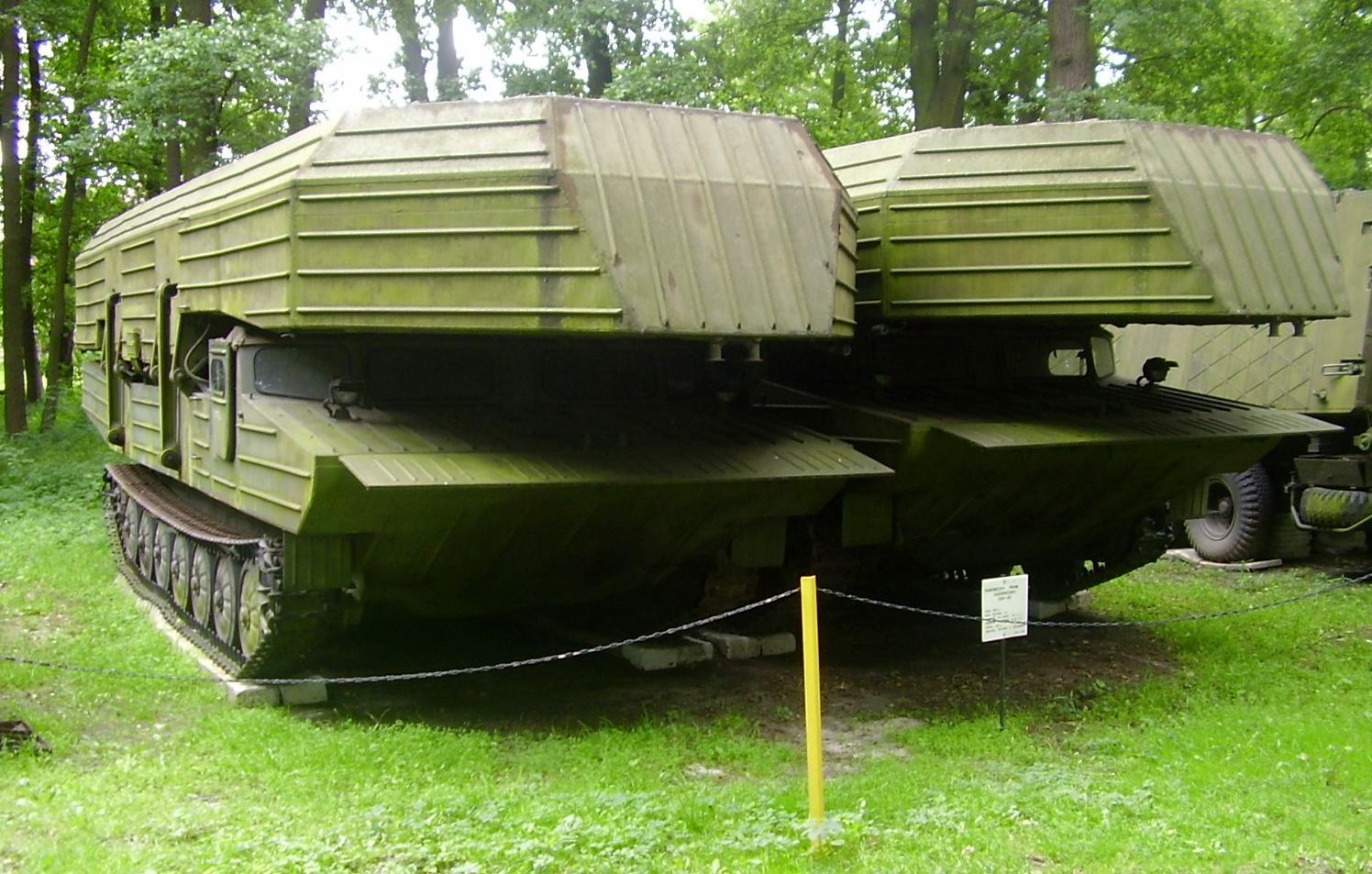
Prom gąsienicowy GSP

Prom gąsienicowy GSP – pływający zestaw do przeprawy desantowej sprzętu ciężkiego.

## Charakterystyka promu
Samobieżny prom gąsienicowy GSP przeznaczony jest do przeprawy czołgów i samobieżnych dział artyleryjskich. Składa się z dwóch półpromów – lewego i prawego. Będące na podwoziu gąsienicowym półpromy poruszają się na lądzie dzięki własnemu napędowi, a na wodzie za pomocą śrub napędowych. Półpromy do przeprawy przygotowuje się na wodzie, rozkładając pontony i pochylnie. Załadunek i wyładunek odbywa się po ułożonych na brzegu specjalnych pochylniach wjazdowych.
| Nazwa parametru                              | Wartość         |
| -------------------------------------------- | --------------- |
| Nośność                                      | 52 t            |
| Długość                                      | 11,935 m        |
| Szerokość całkowita                          | 21,46 m         |
| Szerokość części jezdnej                     | 3,538 m         |
| Odległość między koleinami                   | 1,653 m         |
| Zanurzenie bez ładunku                       | 0,97 m          |
| Zanurzenie z ładunkiem 52 t                  | 1,5 m           |
| Prędkość na wodzie z ładunkiem               | 10,8 km/h       |
| Prędkość na wodzie bez ładunku               | 7,7 km/h        |
| Minimalna głębokość wody do załadunku        | 1,2 m           |
| Maksymalna wysokość brzegu nad poziomem wody | 0,5 m           |
| Masa półpromu                                | 16,3 t          |
| Prędkość po drogach bitych                   | 27 km/h         |
| Prędkość po drogach polnych                  | 18 km/h         |
| Kąt wejścia półpromu do wody                 | 25°             |
| Kąt wyjścia półpromu z wody                  | 20°             |
| Obsługa półpromu                             | 3 (6) żołnierzy |